# Горна Панония
Горна Панония или (на латински: Pannonia Superior) е провинция на Римската империя. Образувана е през 103 г. след административната реформа на император Траян, разделила Панония на две. Провинцията просъществува като административна единица до 295 г., когато след нова реформа е присъединена към Диоцез Панония. За охрана на провинцията, която е външна и гранична, в Горна Панония е разположен I Спомагателен легион.

## Градове
Някои от важните градове на Горна Панония са:
- Панонският лимес
- Укрепеният римски лагер Герулата, дн. Рушовице, Словакия
- Племената в Панония в началото на Новата ера